# 比爾格拉爾珀山
47°47′15″N 15°19′47″E / 47.78750°N 15.32972°E

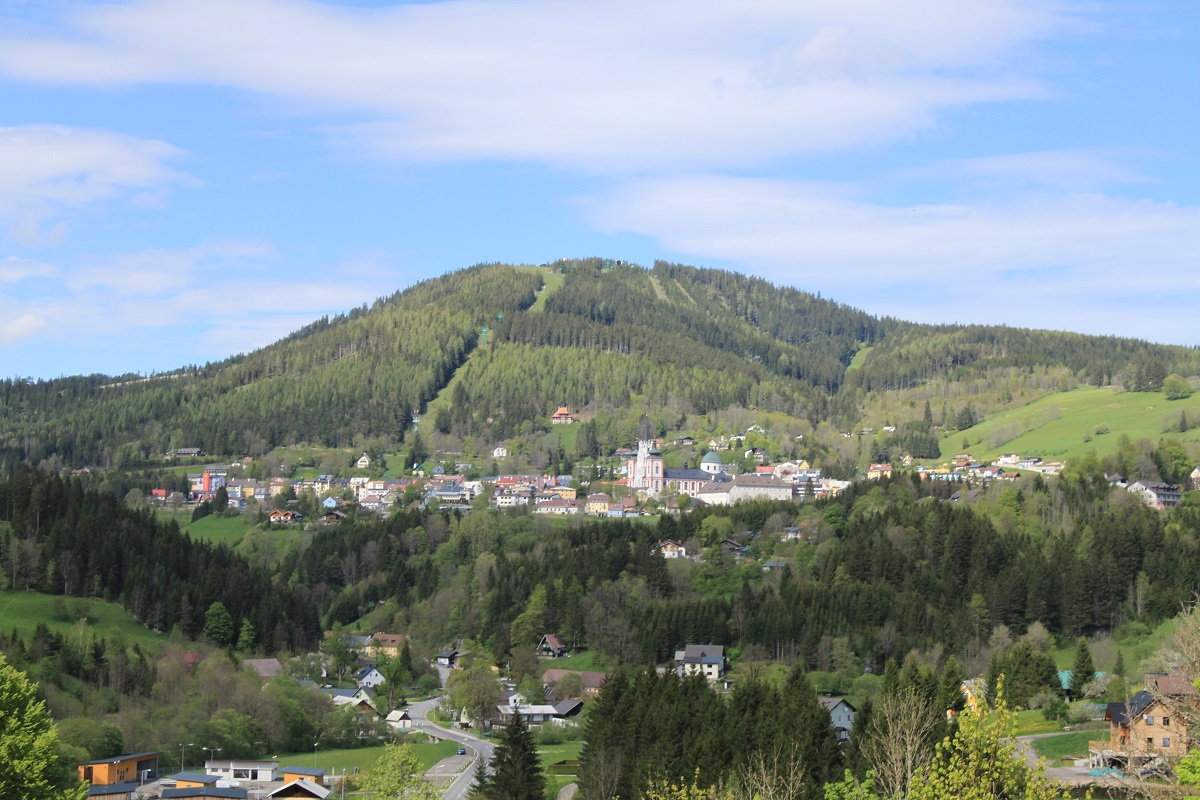

比爾格拉爾珀山（德語：Bürgeralpe），是奧地利的山峰，位於該國東南部，由施泰爾馬克州負責管轄，屬於蒂爾尼茨阿爾卑斯山脈的一部分，海拔高度1,270米，每年平均降雨量1,594毫米。